# Fauno

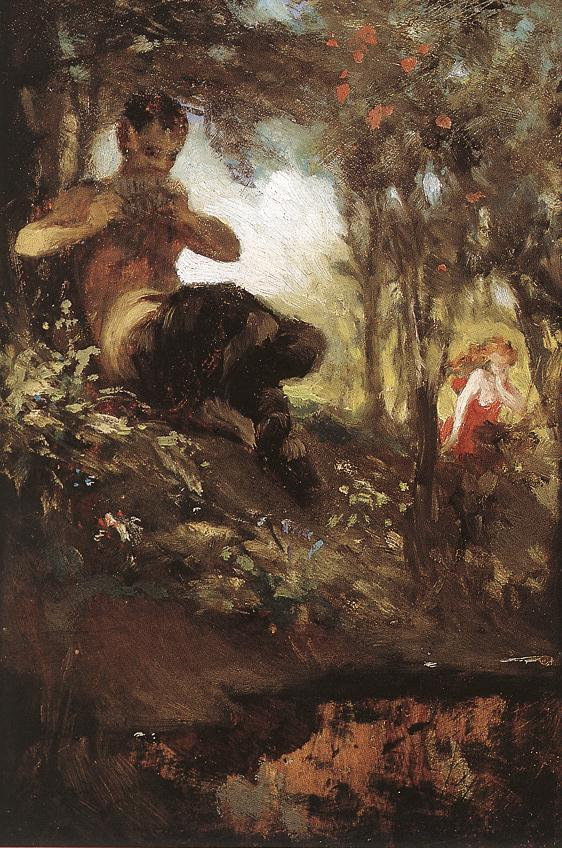
Pál Szinyei Merse, Un fauno mentre suona il flauto di Pan XIX secolo

Fauno è una divinità della natura appartenente alla mitologia romana. Più precisamente è la divinità della campagna, dei greggi e dei boschi. Ha forma umana, con i piedi e le corna di capra. In epoca tarda fu fatto corrispondere, secondo l'interpretatio romana, al satiro della mitologia greca, benché quest'ultimo fosse più legato al culto del dio Dioniso, Bacco per i Romani.

## Il mito del Fauno

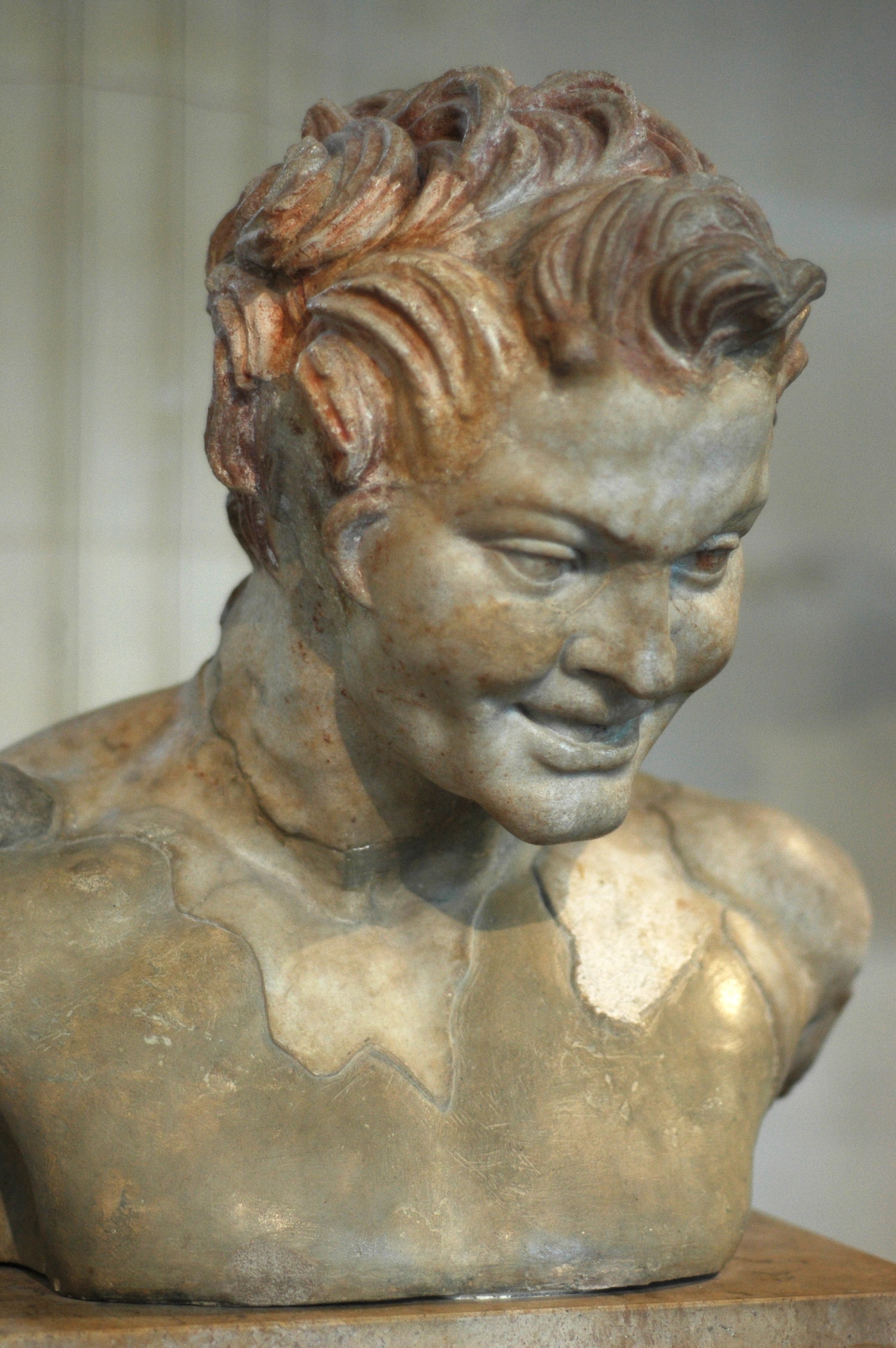
Fauno di Vienna, busto di satiro, o di fauno, copia romana del I o II secolo d.C. di originale ellenico, con tracce policrome

Fauno era il dio della campagna, dei pascoli e dell'agricoltura, contrapposto al dio dei boschi, Silvano. Era anche chiamato "Luperco", in qualità di difensore delle greggi e degli abitanti della campagna dagli assalti dei lupi e lupo egli stesso (Lupercus = lupus + hircus).

Si tratta di una delle più antiche divinità italiche, nonché dell'istitutore dei Salii e dei Luperci, le due sodalitates dedicate al culto iniziatico di Marte. Aveva come passatempi cacciare e corteggiare le ninfe. Amava suonare il flauto ed era portatore di istinti sessuali. Il suo aspetto era dalle forme umane, ma con le gambe da capra e le corna sul capo.
In alcune versioni del mito, Fauno è identificato con un antico re del Lazio, nipote di Saturno o di Marte, figlio di Pico e Canente o Pomona e, secondo l'Eneide, padre di Latino, il quale dopo la morte fu venerato, sia come protettore di raccolti e armenti (Inuus), sia per le sue facoltà di oracolari (Fatuus). Secondo una versione latina, Fauno era figlio di Giove e della maga Circe. La sua sposa era Fauna, chiamata anche Fatua; in versioni tarde fu associato al dio greco Pan, oltre che al Satiro. Secondo dei miti romani, ripresi poi nell'Eneide da Virgilio, Fauno era lo sposo di Marica, divinità delle acque, dalla quale ebbe Latino. Insieme a una ninfa siciliana avrebbe generato invece il bellissimo pastore Aci.

Per altri sarebbe stato il terzo re preistorico dell'Italia e avrebbe introdotto nella penisola il culto della divinità e l'agricoltura. Dopo la morte gli vennero dedicati molti onori e venne venerato come dio dei boschi, protettore delle greggi e degli armenti. Secondo altre fonti, i Fauni sarebbero stati antichi pastori, abitanti, ai primordi del mondo, nel territorio sul quale verrà fondata Roma.

### Il culto
Nelle comunità rurali, la sua festa (Faunàlia), ricorreva il 5 dicembre e veniva celebrata tra danze e processioni.
L'unico tempio a lui dedicato in Roma, il Tempio di Fauno, si trovava sull'Isola Tiberina.
Nei pressi di un bosco situato nelle vicinanze della fontana Albunea, lungo il percorso tra Lavinium ed Albalonga, si trovava il celebre oracolo dedicato al dio Fauno, a cui si sarebbe rivolto il re Latino.
In onore del dio Fauno, protettore delle greggi e del bestiame dagli attacchi dei lupi, venivano celebrati i Lupercalia, feste purificatorie che consistevano nell'allontanare due gruppi di sacerdoti nelle foreste, truccati in modo spaventoso, cioè vestiti con le pelli degli animali sacrificati. Probabilmente i Lupercalia erano associati al mito dei Silvani.
Si pensa che tale rito avesse anche funzione iniziatica all'età adulta. Si teorizza anche che questa festa sia l'antenata dell'attuale san Valentino, cioè la festa degli innamorati.

## Epoca medioevale

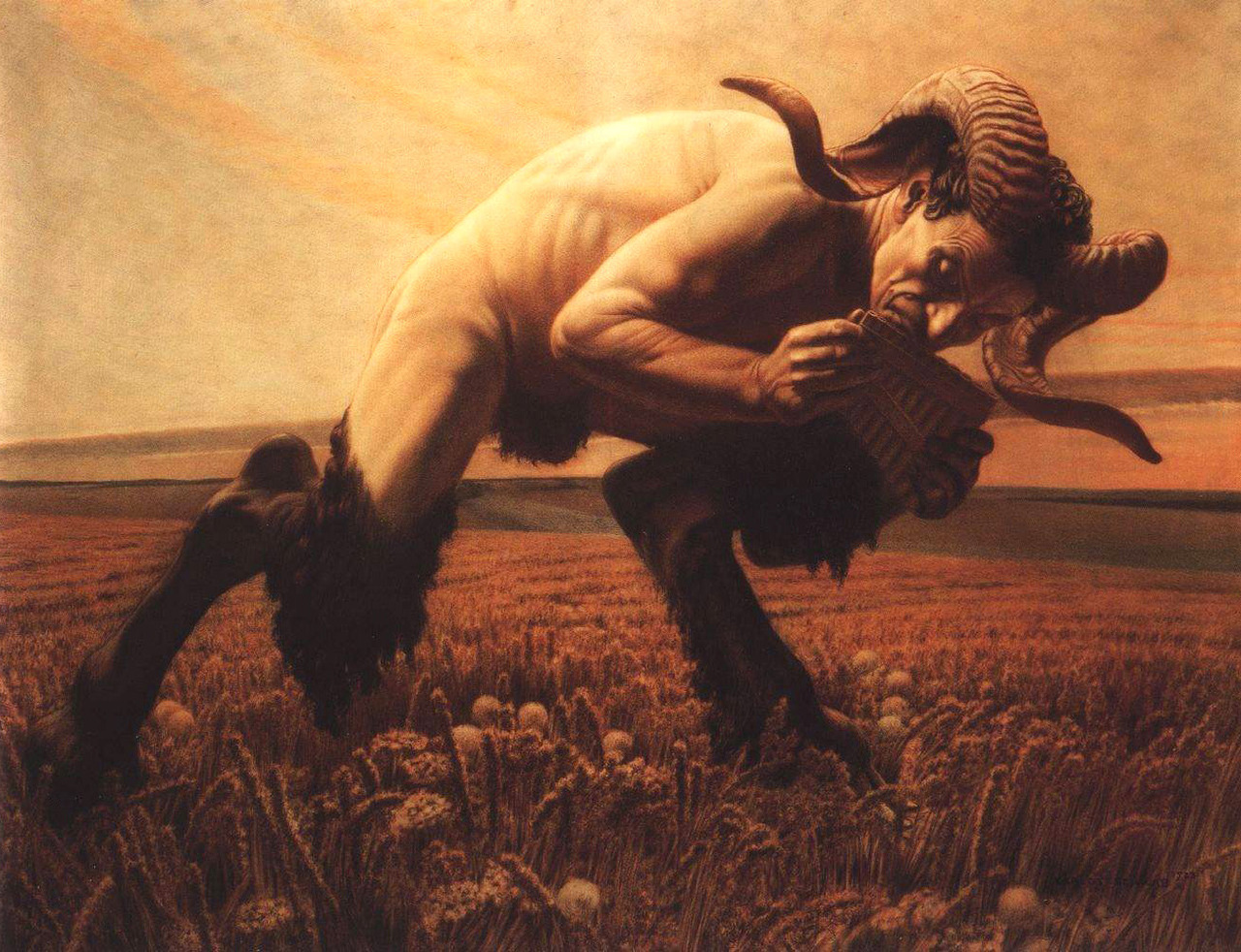
Il Fauno di Carlos Schwabe, (1923)

Nei primi secoli dell'era cristiana, molte divinità pagane vennero demonizzate e i Fauni furono associati ai Satiri e ai Silvani. Furono poi associati al demonio Incubo. La figura del Fauno diverrà in seguito quella del diavolo-tipo. Nello stesso periodo, però, i Fauni vennero anche convertiti in esseri non malvagi, simili a elfi, folletti o goblin.

## Epoca moderna
Nell'epoca moderna i Fauni sono stati spesso soggetto di dipinti ed opere d'arte, nonché sono presenti in libri, film e produzioni varie, essendo diventati anche figure ricorrenti del genere fantasy. Col tempo si è voluto distinguere i Fauni dai Satiri, facendo dei primi dei caproni antropomorfi.

## Nella cultura di massa

### Opere d'arte
- Testa di fauno, opera andata perduta di Michelangelo
- Fauno Barberini, scultura di epoca ellenistica
- Fauno Rondanini, di François Duquesnoy
- Giove bambino ed un fauno nutriti dalla Capra Amaltea, di Gian Lorenzo Bernini
- Fauno molestato da cupidi, di Gian Lorenzo Bernini
- Il bagno della pastora di Basilio Cascella, olio su tela
- Morte di Procri, opera di Piero di Cosimo del 1495
- Il bagno di Diana, dipinto di François Clouet

### Letteratura
- Il pomeriggio di un fauno (L'après-midi d'un faune) (1876), poema di Stéphane Mallarmé
- Le cronache di Narnia di C.S. Lewis (vi è presente Tumnus, un fauno, personaggio immaginario del ciclo di romanzi fantasy)
- Testa di fauno,  poesia di Arthur Rimbaud
- Percy Jackson e gli Dèi dell'Olimpo - La battaglia del labirinto
- Mallarmè, Il fauno e la principessa, libro di Patrizia Tomacelli

### Musica e danza
- Prélude à l'après-midi d'un faune (1894) è un poema sinfonico di Claude Debussy ispirato all'opera di Mallarmé
- Il pomeriggio di un fauno (1912), balletto moderno ispirato all'opera di Debussy e coreografato da Vaclav Nižinskij
- Tool - Forty Six & Two (benché non vi sia un video ufficiale della band, scene del film Il Fauno vengono associate proprio a questa canzone)
- Song to Comus del gruppo folk Comus (1971; è il racconto della mistica e grottesca giornata di un fauno)
- Leon Faun, pseudonimo di Leon de la Vallée

### Cinema
- Il fauno (1917), film muto di Febo Mari
- Prélude à l'après-midi d'un faune (1938), cortometraggio perduto di Roberto Rossellini
- Fantasia (1940), film d'animazione della Walt Disney
- Le cronache di Narnia - Il leone, la strega e l'armadio (2005), film della Walt Disney
- Il labirinto del fauno (2006), film di Guillermo del Toro
- Percy Jackson e gli dei dell'Olimpo - Il ladro di fulmini (2010), film di Chris Columbus
- Percy Jackson e gli dei dell'Olimpo - Il mare dei mostri (2013), film di Thor Freudenthal
- La terra dei figli (2021), film di Claudio Cupellini

### Videogiochi
- Nel secondo capitolo della saga del draghetto Spyro, intitolato Spyro 2: Gateway to Glimmer, sono presenti diversi Fauni femmina. Il principale è senza dubbio Elòra, amica e aiutante di Spyro, che si mostra come una donna con le zampe, gli zoccoli e la coda da cavallo. Nel mondo Colline Frattura invece appaiono, assieme a dei Satiri, altri Fauni di genere femminile, resi curiosi dallo yo-yo con cui giocano continuamente.
- Appaiono in God of War II dove, a differenza dei Satiri, appaiono come creature con gambe da capra ma con busto da non-morto.
- Appare nel videogioco Le cronache di Narnia: Il leone, la strega e l'armadio.

## Citazioni
- Nel mezzo, un prato; è coperto di verdeggiante muschio, da una roccia sgorgava una vena d'acqua perenne; ad essa quasi soltanto Fauno e Pico si dissetavano (Ovidio, Fasti).
- Si rivolge agli oracoli di Fauno, il padre profetico, e consulta i divini boschi sotto l'alta Albunea, massima tra le selve, che risuona dal sacro fonte ed esala violenti vapori mefitici. (Virgilio, Eneide).
- Il detto più famoso del Fauno a chi lo interrogava era: "ogni tipo di saggezza umana è vana". (Marco Terenzio Varrone, De lingua Latina).
- Ma l'esistenza mi attira, mi vedo riflesso sulle acque del lago, sogno pomeridiano di un fauno che si sveglia. (Franco Battiato, Serial killer, L'imboscata, 1996).

## Omonimia
Nell'Eneide, che menziona più di una volta il dio dei boschi, si fa riferimento anche a un mortale omonimo del dio, padre di Tarquito, un giovane guerriero ucciso da Enea nella guerra latina. Tarquito risulta essere comunque un semidio, in quanto sua madre è la ninfa Driope.